# جلگان پایین
جلگان پایین (به ترکی آذربایجانی: Ashaga Dzhalgan) یک منطقهٔ مسکونی در جمهوری آذربایجان است که در شهرستان شابران واقع شده‌است.